# Arrondissement Thionville-Est
Thionville-Est is een voormalig arrondissement van het Franse departement Moselle in de regio Lotharingen. Op 1 januari 2015 werd het aangrenzende arrondissement Thionville-Ouest opgeheven en de 30 gemeentes werden opgenomen in het arrondissement Thionville-Est, dat werd hernoemd naar het huidige arrondissement Thionville.
Sinds 1871 was het toenmalige arrondissement Diedenhofen onderdeel van het Bezirk Lothringen van het door het Duitse Keizerrijk geannexeerde Reichsland Elzas-Lotharingen. In 1901 werd het arrondissement naar keizerlijk decreet in een oostelijk, meer landelijk, en een westelijk, meer stedelijk, arrondissement opgedeeld. Deze arrondissementen werden in 1918, aan het einde van de Eerste Wereldoorlog, door Frankrijk geannexeerd. Het arrondissement Thionville-Est is blijven bestaan tot het op 1 januari 2015 opging in het huidige arrondissement.

## Kantons
Het arrondissement was samengesteld uit de volgende kantons:
- Kanton Cattenom
- Kanton Metzervisse
- Kanton Sierck-les-Bains
- Kanton Thionville-Est
- Kanton Thionville-Ouest
- Kanton Yutz